# Josef Proksch
Josef Proksch (Liberec, 4 d'agost de 1794, – Praga, 20 de desembre de 1864) fou un pianista i compositor txec d'ascendència alemanya.
Proksch, que es va quedar cec amb 17 anys, era alumne de Jan Antonín Kož Eluh. El 1830, Proksch va obrir una Musikbildungsanstalt (Acadèmia de Música) a Praga. El seu mètode d'ensenyar a diversos estudiants a tocar de manera simultània en les classes de piano fou continuat durant més d'un segle. El seu alumne més famós va ser Bedřich Smetana, que va rebre lliçons de piano i teoria musical de 1843 a 1847, i entre d'altres en Jakub Virgil Holfeld, Václav Štěpán, Sigmund Lebert, Friedrich Wilhelm Irgang, i en Anton Rückauf. La seva filla, Marie Proksch, va anar també una coneguda pianista i compositora.
A més d'escriure obres pedagògiques per a piano, Proksch va compondre un concert per a tres pianos, sonates per a piano, misses i cantates, i va adoptar nombroses obres orquestrals per a quatre a vuit pianos per emprar-les en les seves classes.
- Versuch einer rationellen Lehrmethode im Pianoforte-Spiel – 50 volums, obra pedagògica (1841–1864)
- Die Kunst des Ensembles im Pianoforte-Spiel – 7 volums, obra pedagògica (1859)